# Radikal 108
Radikal 108 mit der Bedeutung „Schüssel“ ist eines von 23 der 214 traditionellen Radikale der chinesischen Schrift, die mit fünf Strichen geschrieben werden.
Mit 31 Zeichenverbindungen in Mathews’ Chinese-English Dictionary gibt es relativ viele Schriftzeichen, die unter diesem Radikal im Lexikon zu finden sind.
Dieses Radikal ist leicht zu verwechseln mit Radikal 143 (血 = Blut), von dem es sich durch einen Tropfen unterscheidet.
Das Radikal „Schüssel“ nimmt nur in der Langzeichen-Liste traditioneller Radikale, die aus 214 Radikalen besteht, die 108. Position ein. In modernen Kurzzeichen-Wörterbüchern kann es sich an ganz anderer Stelle finden. Im Neuen chinesisch-deutschen Wörterbuch aus der Volksrepublik China steht es zum Beispiel an 146. Stelle.
Das Schriftzeichen entwickelte sich aus der bildlichen Darstellung eines Behälters für Speisen.
Der Name des Philosophen Mengzi (孟子) wird mit dem Radikal 39 (子, „Kind“) über diesem Radikal geschrieben.
In zusammengesetzten Zeichen findet sich 皿 meist in unterer Position. Als Sinnträger stellt es das Bedeutungsfeld Gefäße her wie zum Beispiel in
盂 (= Napf),
盆 (= Becken),
盒 (= Schachtel),
盘 (= Tablett) und
盅 (= Becher).
Das Zeichen 益 (= Profit) zeigt in seiner Siegelschrift-Form oben Radikal 85, Wasser 水, und unten die Schüssel 皿. Wasser läuft über.
Das Zeichen 盥 (= Gesicht oder Hände waschen) zeigt über der Schüssel in der Mitte das Wasser 水 und zu beiden Seiten davon je eine Hand sich über einer Schüssel waschen.
Das Zeichen 盗 (= rauben) trug oben eine dem heutigen 次 ähnelnde Komponente, die „nach etwas lechzen, so dass einem das Wasser aus dem Mund tropft“ bedeutete. Der Ur-Sinn von 盗 war daher „begierig auf etwas sein“.
皿 tritt bisweilen auch als Lautträger auf wie zum Beispiel in 孟 (= erster Monat einer Jahreszeit).
Die Schüssel 皿 im Zeichen 盟 (= Bündnis) war ursprünglich die Komponente 血 (= Blut, Radikal 143), eine Flüssigkeit, die bei Bündnissen eine Rolle spielt.
In 监 (= überwachen) ist 皿 ebenfalls nicht die Schüssel, sondern Überbleibsel eines seltenen Zeichens, das auch das Blut 血 als Komponente enthielt. Die andere Komponente war 卧 (= sich hinlegen).

## Schriftzeichenverbindungen, die vom Radikal 108 regiert werden
| Striche | Zeichen                       |
| ------- | ----------------------------- |
| +0      | 皿                            |
| +02     | 盀 盁                         |
| +03     | 盂                            |
| +04     | 盃 盄 盅 盆 盇 盈             |
| +05     | 盉 益 盋 盌 盍 盎 盏 盐 监    |
| +06     | 盒 盓 盔 盕 盖 盗 盘 盙 盚 盛 |
| +07     | 盜                            |
| +08     | 盝 盞 盟                      |
| +09     | 盠 盡 盢 監                   |
| +10     | 盤                            |
| +11     | 盥 盦 盧                      |
| +12     | 盨 盩 盪                      |
| +13     | 盫 盬                         |
| +15     | 盭                            |
| +16     | 蘯                            |

 Im Unicodeblock Kangxi-Radikale ist das Radikal 108 unter der Codepointnummer 12.139 (U+2F6B) codiert.